# Christian Bellest
Christian Bellest (Parijs, 8 april 1922 - 6 december 2001) was een Franse jazztrompettist en arrangeur, alsook jazzauteur. Tevens was hij actief in de amusementsmuziek.

## Biografie
Bellest speelde tijdens de Duitse bezetting in Parijs in de band van Fred Adison, waarmee hij rond 1939/40 zijn eerste opnames maakte. Verder speelde hij met Alix Combelle, Hubert Rostaing, Django Reinhardt ("Stockholm“, 1940), Charles Trenet ("Verlaine“, 1941), Aimé Barelli, Maceo Jefferson, Jerry Mengo, Alex Renard en Claude Laurence. Hij had een kleine rol in de speelfilm Chèque au porteur (1941, regie Jean Boyer).
Na de bevrijding van Parijs en in de jaren na de oorlog maakte hij zijn eerste opnames onder eigen naam, swingnummers als "Elle et lui“, "Lilo“ en "67 Rue Couperin“ (voor Decca Records). Verder speelde hij met Noël Chiboust, André Ekyan, Eddie Barclay, Géo Daly, Raymond Fol, Sidney Bechet, Dave Pochonet, Jack Dieval, Pierre Michelot, William Boucaya, vanaf 1955 met Christian Chevallier, Lucky Thompson, Armand Migiani, Claude Bolling, Jacques Hélian en Martial Solal. In de late jaren 50 speelde hij in de groep Le Jazz Groupe de Paris van André Hodeir, hij bleef hier tot 1966. Volgens discograaf Tom Lord nam Noel tussen 1940 en 1966 deel aan 66 opnamesessies in de jazz.
Bellest werkte verder met eigen studiogroepen (Christian Bellest et son Orchestre), waarmee hij meerdere platen opnam, zoals de single Rockin’ the Blues/Two O'clock Jump (voor Blue Star), de pop-EP Rue de Siam (Vega, 1960) en het jazznummer "Tout Doux Tout Doucement“ (1959). Andere opnames: "Quand une fille me plait“ (een Franse versie van Bob Haggart's "Big Noise from Winnetka“), "Les Enfants du Piree“ (een easy listening-versie van Ta pedia tou Pirea van Manos Hadzidakis 1960) en een single met Paul Anka (Waiting for You/Faibles Femmes). Hij arrangeerde voor Edith Piaf en Charles Aznavour.
Met Lucien Malson schreef Bellest in latere jaren het boek Le Jazz (Collection Que sais-je ?, PUF, 1988).